# Адмирал Нахимов (фильм)
«Адмира́л Нахи́мов» — художественный историко-биографический фильм о русском флотоводце середины XIX века адмирале Нахимове, снятый режиссёром В. Пудовкиным по сценарию ленинградского писателя И. Луковского в 1946 году.

## Сюжет
Россия. 1853 год. Назревает война с Турцией. Лучшие люди страны тревожатся за судьбу своей родины, своего народа. Среди них — адмирал Нахимов. Носитель славных боевых традиций русского флота, он предлагает во имя защиты Черноморского побережья от турецкого вторжения нанести прямой удар русской эскадры по Босфору. Но ограниченный, высокомерный царедворец Меншиков отвергает план Нахимова. Турция объявляет войну России. С небольшой эскадрой Нахимов врывается в Синопскую бухту, дерзко навязывает бой огромной турецкой эскадре и, разбив её, берёт в плен группу турецких адмиралов во главе с Осман-пашой. Блистательная победа русских в Синопском бою приводит в ярость врагов России. Образовывается мощная антирусская коалиция во главе с английскими консерваторами и французским императором Наполеоном III. Соединённая англо-франко-турецкая эскадра, в составе которой находится много кораблей с паровыми двигателями, подходит к берегам Крыма и блокирует Севастополь. Русские моряки, свершая акт величайшего жертвенного героизма, своими руками затопляют наш парусный флот, преграждая доступ в Севастопольскую бухту вражеским кораблям. Начинаются дни героической обороны Севастополя. Душой обороны становится адмирал Нахимов. Он появляется в самых опасных местах боёв, его негромкий уверенный голос вселяет бодрость и мужество в сердца защитников. Участвуя в отражении вражеской атаки, Нахимов гибнет на Малаховом кургане. Над его телом севастопольцы клянутся в верности и преданности родине. 
— Советские художественные фильмы. Аннотированный каталог, Т. 2 1961

## История создания
В 1928 году в Севастополе был снесён величественный памятник Нахимову работы А. А. Бильдерлинга и И. Н. Шредера, установленный у Графской пристани в 1898 году. Но к рубежу 30-х — 40-х годов имя царского адмирала вновь стало набирать популярность благодаря романам «Севастопольская страда» С. Сергеева-Ценского, «Адмирал Нахимов» А. Зонина. Пьеса И. Луковского о Нахимове была поставлена сразу в трёх драмтеатрах, в том числе А. Таировым в Камерном театре. Консультировавший актёров автор исторического очерка об адмирале Е. Тарле уже в годы ВОВ издал двухтомную монографию «Крымская война». Имя Нахимова получали открывавшиеся военно-морские училища для подростков. Окончательным шагом официального признания заслуг Нахимова стал указ Президиума Верховного Совета СССР от 3 марта 1944 года об учреждении ордена Нахимова (1-й и 2-й степени) и медали.
Автором сценария выступил Луковский (вместо отказавшегося Паустовского). К работе над постановкой Пудовкин с Васильевым и Головнёй приступили ещё в эвакуации, все натурные и комбинированные съёмки эскадренных боёв планировались на базе Черноморской кинофабрики в Одессе:

Работа над фильмом предстоит трудная. Особая ее сложность — в съёмках, связанных с парусным флотом и старым Севастополем. Мы надеемся преодолеть эти трудности с помощью блестящего мастера макетных съёмок режиссёра А. Птушко. Картина должна быть закончена в 1944 году.
— Всеволод Пудовкин, Собрание сочинений в 3-х томах. Том 2
Специально для макетных съёмок на берегу Чёрного моря был сооружён бассейн с открытым горизонтом поверхностью в 1200 кв. метров.
Долгие поиски исполнителя заглавной роли привели к выбору театрального актёра Алексея Дикого:

Алексея Дикого характеризует твердость воли и действенность мысли. Дикий много работал режиссёром и привык действовать в соответствии со своей мыслью. В нем есть внутренняя прочность, он органически убедителен в своем поведении.
— Всеволод Пудовкин, Собрание сочинений в 3-х томах. Том 2
К съёмкам приступили в 1945 году, они проходили в Севастополе, Одессе и в павильонах «Мосфильма».

### Критика первой редакции
В январе 1946 года готовую версию картины посмотрели и обсудили на художественном совете студии под председательством режиссёра М. Калатозова. Но вскоре «Адмирал Нахимов» подвергся резкой идеологической критике с самого верху, а сам Пудовкин был обвинён в излишнем акцентировании любовной темы:

…имеются элементы недобросовестного подхода постановщиков к изучению того предмета, который они хотели показать. На всяких мелочах отыгрываются, два-три бумажных корабля показали, остальное — танцы, всякие свидания, всякие эпизоды, чтобы занять зрителя. Это, собственно, не фильм о Нахимове, а фильм о чём угодно, с некоторыми эпизодами о Нахимове. Мы вернули фильм обратно и сказали Пудовкину, что он не изучил этого дела, не знает даже истории, не знает, что русские были в Синопе. Дело изображается так, будто русские там не были. Русские взяли в плен целую кучу турецких генералов, а в фильме это не передано. Почему? Неизвестно. Может быть потому, что это требует большого труда, куда легче показать танцы.
— Иосиф Сталин на заседании Оргбюро ЦК ВКП(б) 9 августа 1946
По высказанным критическим замечаниям Министерство кинематографии СССР составило целый список дополнений и изменений, после чего состоялось новое заседание худсовета «Мосфильма» под председательством министра кинематографии И. Большакова. В нём приняли участие режиссёры В. Пудовкин, М. Ромм, И. Пырьев, Г. Александров, артисты В. Ванин, А. Дикий, писатели Л. Леонов и Н. Тихонов. По итогам было принято решение о продолжении съёмок.

### Досъёмки
Всего за четыре месяца съёмочной группой была спешно осуществлена доработка фильма в части показа военно-исторических событий:

…была введена отсутствовавшая в первом варианте фильма историческая сцена пленения Нахимовым в Синопском бою командующего турецкой эскадрой адмирала Османа-паши вместе с его штабом и находившимися на борту его корабля в качестве инструкторов английскими офицерами. При этом приводятся слова Нахимова, обращенные к турецкому адмиралу, о том, что Турции всегда надлежало бы находиться в мире с Россией и что она сама виновата в своем поражении, начав с Россией рискованную войну.
 Особенно стремились мы показать военный талант и полководческое искусство Нахимова как на море, так и в боях на суше. В сцены Синопского боя мы ввели эпизоды, показывающие смелое решение флотоводца атаковать двухколонным строем своей эскадры сильнейший турецкий флот, прикрытый огнём береговых батарей.
— Всеволод Пудовкин, Собрание сочинений в 3-х томах. Том 2
Почти все сцены Синопского сражения были сняты заново, в две группы.
Для натурных съёмок командующим Черноморского флота адмиралом Октябрьским были выделены баржа, на каркасе которой был выстроен старинный деревянный корабль и большой трёхмачтовый парусно-моторный бриг. Видоизменяемый при помощи плотников и бутафоров, бриг представлял то флагманское судно севастопольской кампании «Императрица Мария», то «Великого князя Константина», то турецкий «Кагул».
Для съёмок в бассейне мастерами «Мосфильма» были изготовлены несколько десятков макетов судов, размером от 30 сантиметров до 6,5 метров — для создания  искусственной перспективы и получения разнообразных композиций. Масштаб задач требовал особую изобретательность группы комбинированных съёмок. Так, для получения иллюзии потопления под модель тонущего корабля подводился резиновый шланг, через который в нужный момент под давлением подавался воздух.
Доснимать пришлось и эпизоды штурма Малахова кургана.
Решающий просмотр с обсуждением новой редакции фильма состоялся в Министерстве кинематографии СССР в октябре 1946 года. Были приглашены режиссёры С. Герасимов, М. Ромм, М. Калатозов, И. Пырьев, артисты Б. Чирков, Н. Охлопков, писатель Л. Соболев и другие. Несмотря на некоторые нарекания рецензентов фильм был рекомендован к выходу в прокат.

## В ролях
- Алексей Дикий — Павел Степанович Нахимов
- Евгений Самойлов — лейтенант Буронов
- Владимир Владиславский — капитан Лавров
- Всеволод Пудовкин — князь Меншиков
- Николай Чаплыгин — Владимир Алексеевич Корнилов
- Василий Ковригин — Пётр Иванович Барановский
- Пётр Соболевский — Феофан Христофорович Острено
- Леонид Князев — Пётр Кошка
- Александр Хохлов — Наполеон III
- Рубен Симонов — Осман-паша
- Павел Гайдебуров — лорд Реглан
- Борис Оленин — Жан-Жак Пелисье
- Николай Бриллинг — капитан Эванс
- Георгий Гумилевский — матрос
- Глеб Рождественский — матрос
- Константин Старостин — матрос
- Николай Апарин — матрос
- Георгий Бударов — старый капитан (нет в титрах)
- Эммануил Геллер — эпизод (нет в титрах)
- Карл Гурняк — французский министр (нет в титрах)

## Съёмочная группа
- Автор сценария: Игорь Луковский
- Режиссёр-постановщик: Всеволод Пудовкин
- Операторы-постановщики: Анатолий Головня, Тамара Лобова
- Художники-постановщики: Владимир Егоров, Арнольд Вайсфельд, Михаил Юферов
- Композитор: Николай Крюков
- Режиссёр: Дмитрий Васильев
- Звукооператоры: Виктор Зорин, М. Шмелёв
- Второй режиссёр: И. Жигалко
- Второй оператор: Д. Суворов
- Художники-гримёры: Антон Анджан, Вера Рудина
- Комбинированные съёмки:
  - оператор: Борис Арецкий
  - художники: Михаил Семёнов, Д. Сулержицкий
- Монтаж: Людмила Печиева
- Консультанты: 
  - академик Евгений Тарле (по истории)
  - капитан 1-го ранга Николай Новиков (по военно-морским вопросам)
- Директора картины: М. Левин, Е. Сергеев

## Призы
- 1947 — премия Венецианского кинофестиваля за батальные сцены, почётный диплом за исполнение роли Нахимова (Алексей Дикий)[7];
- 1947 — особое упоминание Кинофестиваля в Локарно — Анатолий Головня и Тамара Лобова признаны лучшими операторами[7];
- 1948 — Сталинской премией I степени в области литературы и искусства (1947) были удостоены: 
  - Всеволод Пудовкин, режиссёр;
  - Дмитрий Васильев, сорежиссёр;
  - Игорь Луковский, сценарист;
  - Анатолий Головня, оператор;
  - Николай Крюков, композитор;
  - Алексей Дикий, исполнитель заглавной роли;
  - Рубен Симонов, исполнитель роли Осман-паши;
  - Леонид Князев, исполнитель роли матроса Кошки.

По свидетельству присутствовавшего на заседании Комитета по обсуждению премии К. Симонова, своим награждением Рубен Симонов обязан зачитавшему его письмо председателю комиссии Жданову: 
Он пишет, сказал Жданов, что будет политически не совсем правильно, если его не включат в число актёров, премированных по этому фильму, поскольку он играет роль турецкого паши, нашего главного противника, и если ему не дадут премии, то это может выглядеть как неправильная оценка роли нашего противника в фильме, искажение соотношения сил.
На что Сталин ответил:
И. С. Ну раз так хочет, так просит, надо дать человеку премию, — всё ещё продолжая усмехаться, сказал Сталин. И, став вдруг серьёзным, добавил: — А вот тот актёр, который играет матроса Кошку, не просил премии?
 А. Ж. Не просил, товарищ Сталин.
 И. С. Но он тоже хорошо играет, только не просит. Ну человек не просит, а мы дадим и ему, как вы думаете?
.